# Герман Омелян
Омелян Герман (псевдо: «Орлик» * ?  — † ? ) — діяч ОУН, старшина легіону «Роланд», ад'ютант командира 201-го батальйону шуцманшафт, командир 2-ї роти 1-го батальйону 29-го полку дивізії «Галичина».

## Життєпис

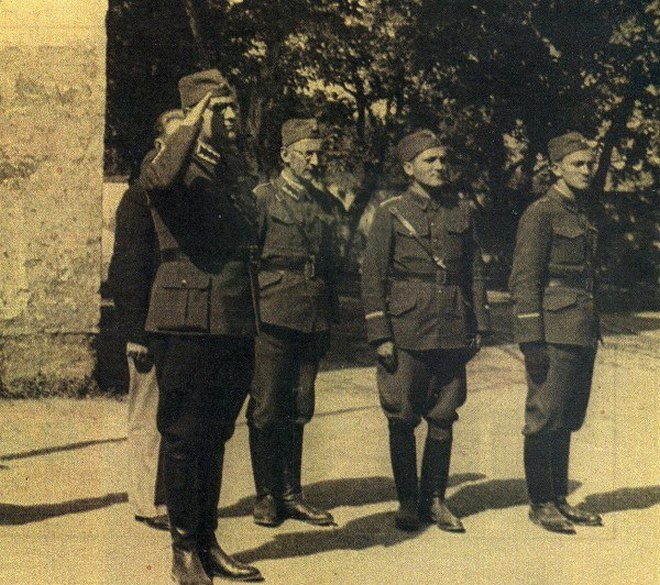
Зліва направо старшини батальйону «Роланд»: Ріко Ярий, Євген Побігущий, чотарі Омелян Герман та Любомир Ортинський

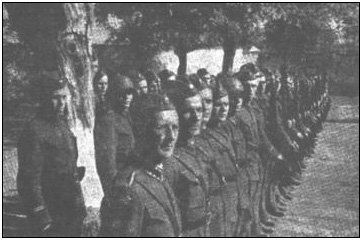
Сотня батальйону «Роланд» у Завберсдорфі. У першому шерегу зліва направо: майор Євген Побігущий, чотарі Любомир Ортинський, Омелян Герман-«Орлик» та Іван Макаревич

Брав активну участь у формуванні Дружин українських націоналістів, служив командиром чоти в легіоні «Роланд».
Після розформування батальйону ад'ютант командира 201-му батальйоні шуцманшафт. Проявив себе у боях із радянськими партизанами, про що розповідав його командир Євген Побігущий у своїх спогадах : 
| В кожному разі, прийшовши рано до канцелярії, я не застав свого ад’ютанта Омеляна Германа. Нечувано, щоб він заспав. Того ніколи раніше не траплялося. Аж близько полудня приїхав Герман з групою наших вояків та розповів мені, що недалеко місця нашого постою партизани замінували дорогу і зробили засідку на автоколону, що везла збіжжя. Коли ж почали вибухати міни й почалась стрілянина, він, зібравши групу вояків, у тому числі писарів та штабову обслугу, побіг на поміч заатакованій автоколоні. Вдалось тоді партизанів відігнати.[2] |
1943 року вступив до дивізії «Галичина», де займав посаду командира 2-ї роти 1-го батальйону 29-го полку. Протягом грудня 1943 - січня 1944 займався набором добровольців до дивізії на території Брідського, Перемишлянського та Золочівського повітів та відзначав досить низьку мотивацію населення до служби
Брав участь у битві під Бродами в липні 1944 року. Подальша доля невідома.